# Cascata di Salino
La cascata di Salino (o schioppo di Salino) si trova nel territorio del Parco nazionale dell'Aspromonte, nel comune di Mammola in provincia di Reggio Calabria. Il torrente Salino è un affluente del fiume Torbido.
Si può risalire il torrente scegliendo il percorso più opportuno camminando sul bordo dell'alveo o in mezzo all'acqua, con agili salti sui massi esistenti. Durante il percorso si possono ammirare le bellezze naturalistiche attraverso la natura incontaminata. Qui vengono a dissetarsi animali selvatici che scendono dalle montagne e talvolta si possono intravedere le trote e il granchio di acqua dolce. 
Anticamente lungo il torrente venivano messe a macerare il lino e la ginestra poi le tessitrici mammolesi trasformavano in pregiati manufatti con la lavorazione al telaio. Ai lati del torrente gli scalpellini lavoravano la pietra granitica per fare gradini e portali per le case e macine per mulini e frantoi. Alla fine del torrente appare la cascata o schioppo, (così viene chiamato dai pastori del posto) che scorre tra gole di roccia ferrosa che precipita con due salti dall'alto dei suoi 70 metri. Numerosi sono gli appassionati escursionisti e della montagna che percorrono il sentiero durante l'anno. Il percorso è accessibile a tutti anche a camminatori inesperti.
La cascata per le sue caratteristiche, viene utilizzata da numerosi esperti e principianti amanti del torrentismo, nel discendere il salto del Salino, utilizzando tecniche di discesa alpinistiche.